# ورم كوينين
ورم كوينين، ويسمى أيضًا الورم الليفي الوعائي حول الظفر، نوع فرعي من الأورام الليفية الوعائية. الأورام الليفية الوعائية حطاطات حميدة و/أو عقيدات و/أو آفات ورمية تُقسم إلى أنواع فرعية مختلفة بناء على المواقع المميزة لآفاتها. أورام كوينين أورام ليفية وعائية تتطور في أظافر القدم وتحتها و/أو أظافر اليدين. اعتبرت أورام كوينين في السابق مماثلة لنوع فرعي آخر من الأورام الليفية الوعائية، وهو الأورام الليفية الوعائية في النهايات. تعتبر الأدبيات الطبية أحيانًا أورام كوينين أورامًا ليفية وعائية في النهايات، لكن الأورام الليفية الوعائية في النهايات تظهر في مناطق قريبة من أظافر القدمين واليدين دون أن تصيب الأظافر وتصيب أيضًا باطن القدمين وراحتي اليدين. في هذا المقال، تعتبر أورام كوينين مختلفة عن الأورام الليفية الوعائية في النهايات.
تتطور أورام كوينين بشكل شائع لدى المصابين بالتصلب الحدبي وهو اضطراب عصبي جلدي وراثي نادر، وتكون غير شائعة لدى الأفراد الذين لا يعانون من هذا المرض. وأبلغ عن ظهور ورم كوينين لدى فرد مصاب بمرض وراثي نادر آخر يتشارك مع التصلب الحدبي ببعض المظاهر، وهو متلازمة بيرت هوغ دوبي. 
أورام كوينين حميدة تمامًا (أي أنها لا تنتشر) ولكنها آفات مؤلمة ومشوهة قد تصبح كبيرة و/أو مسببة للعجز. تٌعالج من خلال عمليات استئصال جراحية موضعية بحتة. لهذه الأورام معدل نكس مرتفع في موقع الاستئصال، لذا تُستخدم تدابير موضعية أخرى غير غازية لمنع نكسها؛ وتُفضل الطرق غير الجراحية في علاج الأورام المتعددة لدى الأفراد، لأسباب تجميلية، و/أو لتخفيف العجز الناجم عن الورم.

## المظهر السريري
تظهر أورام كوينين لدى الأفراد المصابين بالتصلب الحدبي على هيئة عقيدات أو أورام قاسية بلون أحمر أو بلون الجلد تنشأ من طية الظفر القريبة أو الجلد القريب تحت الظفر. غالبًا ما تتطور الإصابة بعد البلوغ، ويزداد عددها مع مرور الوقت، وتظهر الإصابة في أظافر القدم أكثر من أظافر اليدين (المواقع الأكثر شيوعًا هي إصبع القدم الكبير والإبهام)، يتراوح طولها بشكل عام من 5 إلى 10 مم ولكنها تنمو أحيانًا إلى أحجام أكبر بكثير، وقد تكون أو تصبح مشوهة ومؤلمة و/أو مسببة للعجز. تظهر اورام كوينين لدى نحو 50% من الأفراد المصابين بالتصلب الحدبي بعد سن البلوغ. (يرتبط التصلب الحدبي أيضًا بنوع ثان من الأورام الليفية الوعائية، وهو الورم الزهمي الحميد، الذي يسمى أيضًا الورم الليفي الوعائي الوجهي، ويظهر في قرابة 75% من الحالات). أورام كوينين التي تصيب الافراد غير المصابين بالتصلب الحدبي تكون وحيدة وتتوضع عادة في سرير الظفر. قد تنكس أورام كوينين في الموقع الذي أزيلت منه جراحيًا. في حالات نادرة من أورام كوينين، سُبق الورم بإصابة هرسية في نفس الموقع.

## التشريح المرضي
تكشف فحوص التشريح المرضي النسيجية لأورام كوينين عن وجود آفة مصابة بشواك البشرة (أي سماكة الجلد)، وفرط التقرن (أي سماكة الطبقة الخارجية للبشرة)، وسمات جلدية نموذجية للورم الوعائي الليفي، كالخلايا الأرومية الليفية المغزلية أو النجمية والأوعية الدموية المتوسعة في نسيج ضام كثيف من ألياف الكولاجين.